# Abbaye de Whitland
L'abbaye de Whitland (en gallois Abaty Hendy-gwyn) est une abbaye cistercienne, située au pays de Galles. Fondée au XIIe siècle, elle est fermée comme toutes les abbayes britanniques lors de la dissolution des monastères décidée par Henri VIII.
Une communauté de sœurs trappistines refonde l'abbaye à proximité immédiate des ruines médiévales en 1991.

## Situation et toponymie
L'abbaye est nommée en latin Alba Domus ou Alba Landa, qui est traduit en anglais par Whitland (les moines médiévaux eux-mêmes utilisent également le vieux français Blanchland). La transcription galloise Ty Gwin est quant à elle plus récente.
Selon certaines sources, le premier site de l'abbaye aurait été situé plus à l'ouest, dans le Pembrokeshire, plus exactement à Little Trefgarne dans la paroisse de St Dogwells, et aurait perduré de 1140 à 1155 jusqu’à ce que les moines envisagent un lieu plus adapté à Whitland. Selon d'autres sources, c'est à la mort de l'évêque Bernard, soit en 1151, que les moines auraient déménagé. Cette théorie du déménagement monastique a été dans l'historiographie du XXe siècle sujette à caution. Aujourd'hui, elle est à peu près unanimement considérée comme valable.
L'abbaye est située sur la rive droite (nord-ouest) de l'Afon Gronw, et en face de la forêt de Coed Ysgubor-Fawr.

## Histoire

### Fondation
L'abbaye est fondée en 1140 par Bernard, évêque de Saint David's. Comme l'immense majorité des fondations cisterciennes médiévales, elle est placée sous le patronage de la Vierge Marie. L'abbaye est une des nombreuses filles de Clairvaux, mais la communauté monastique, dès l’origine, se compose de nombreux Gallois.
Des recherches récentes suggèrent que Whitland aurait pu ne pas être une fille directe de Clairvaux, mais de Vaucelles.

### Moyen Âge
Whitland est la première fondation claravalienne en Pays de Galles. Selon certains auteurs, elle reste toujours un établissement assez modeste ; cependant, d'autres affirment qu'elle compte jusqu'à cent moines au XVe siècle, ainsi que dix-sept granges. Ce qui est attesté, c'est qu'elle fonde cinq abbayes-filles au cours des 80 années suivant sa création : Strata Florida en 1164, Strata Marcella en 1170, Cwmhir en 1176, Comber en 1200 et Tracton en 1224. Les trois premières sont situées au pays de Galles, les deux dernières en Irlande.
Comme de nombreuses autres abbayes médiévales, Whitland est un lieu d'inhumation. Les défunts les plus célèbres inhumés à l'abbaye sont Cadwaladr ap Gruffydd, fils de Rhys ap Gruffydd, enterré en 1186 et Maredudd ap Rhys, mort en 1271.
Durant le XIIIe siècle, l'abbaye soutient l'indépendance galloise face aux velléités normandes d'invasion. Après la bataille de Cadfan (en), l'abbaye est envahie par trois seigneurs (Étienne Bauzan (en), Nicolas, seigneur de Cemais (en) et Patrick de Chaworth) qui la mettent à sac, tuant les serviteurs de l'abbaye, dépouillant les convers et frappant les moines. Après la bataille d'Orewin Bridge et la conquête du pays de Galles, Édouard Ier promet à l'abbaye une compensation de 260 livres sterling, compensation qui n'est jamais payée. Il visite l'abbaye en personne le 5 juin 1295.
Au XVe siècle, l'abbaye est en crise et ne compte plus que huit moines en 1440.

### Dissolution

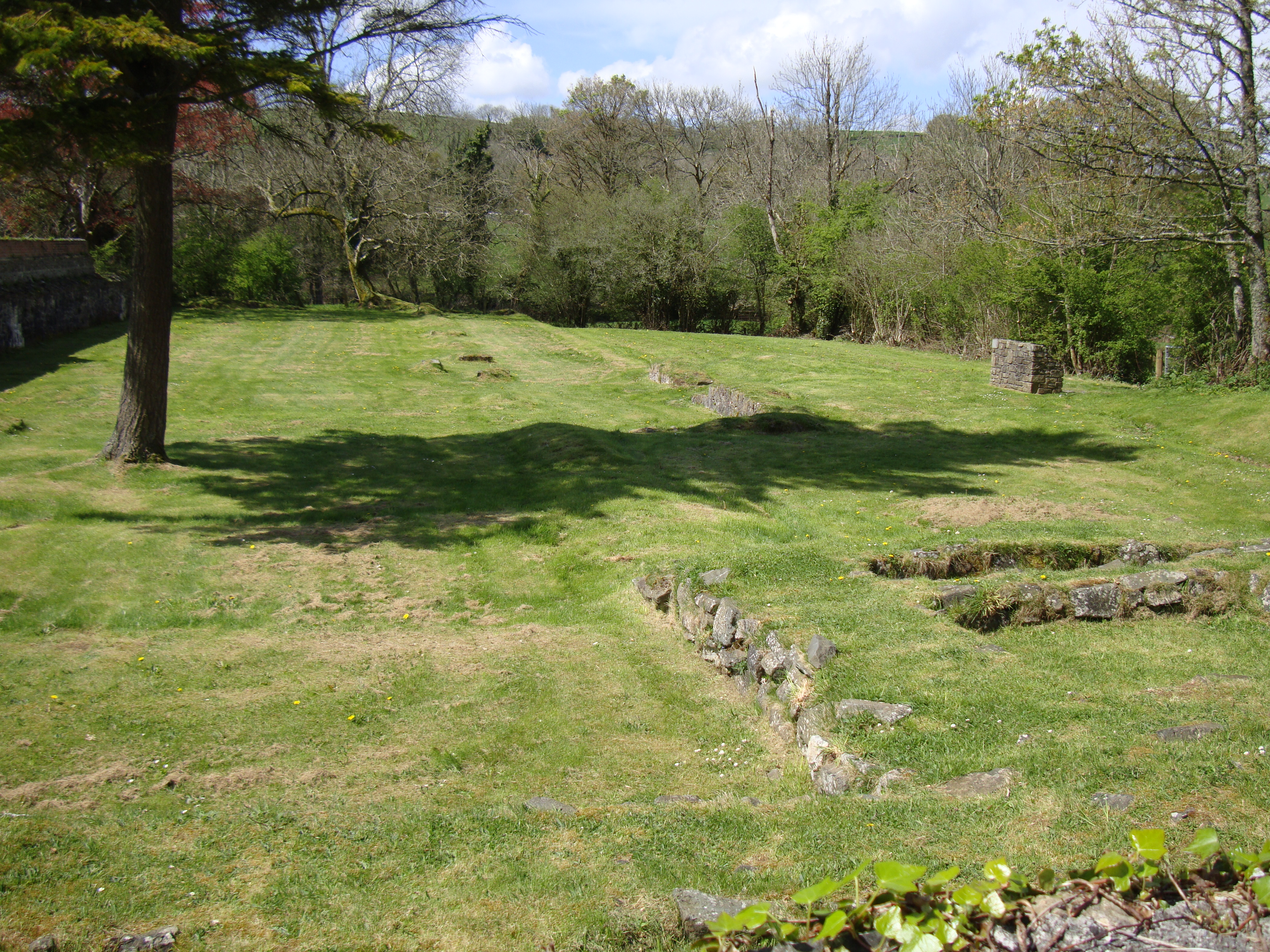
Les ruines actuelles de l'abbaye médiévale.

En février 1539, comme toutes les abbayes britanniques, celle de Whitland est fermée et la communauté monastique chassée lors de la dissolution des monastères. Des destructions importantes soient aussitôt pratiquées sur l'édifice ; notamment, de nombreuses pierres sont soustraites et transportées à Carmarthen pour la construction d'une église catholique. Néanmoins, des ruines notables sont encore visibles au début du XIXe siècle et relevées, entre autres, par Edward Donovan.
Au XIXe siècle, W.H. Yelverton est le propriétaire du site, qu'il a acquis par son mariage avec la fille de John Morgan, qui le possédait depuis 1779. Yelverton fait bâtir une maison non loin de l'abbaye et aménage un parc paysager sur l'ancien monastère.

### Déménagement de la communauté trappiste de Stapehill

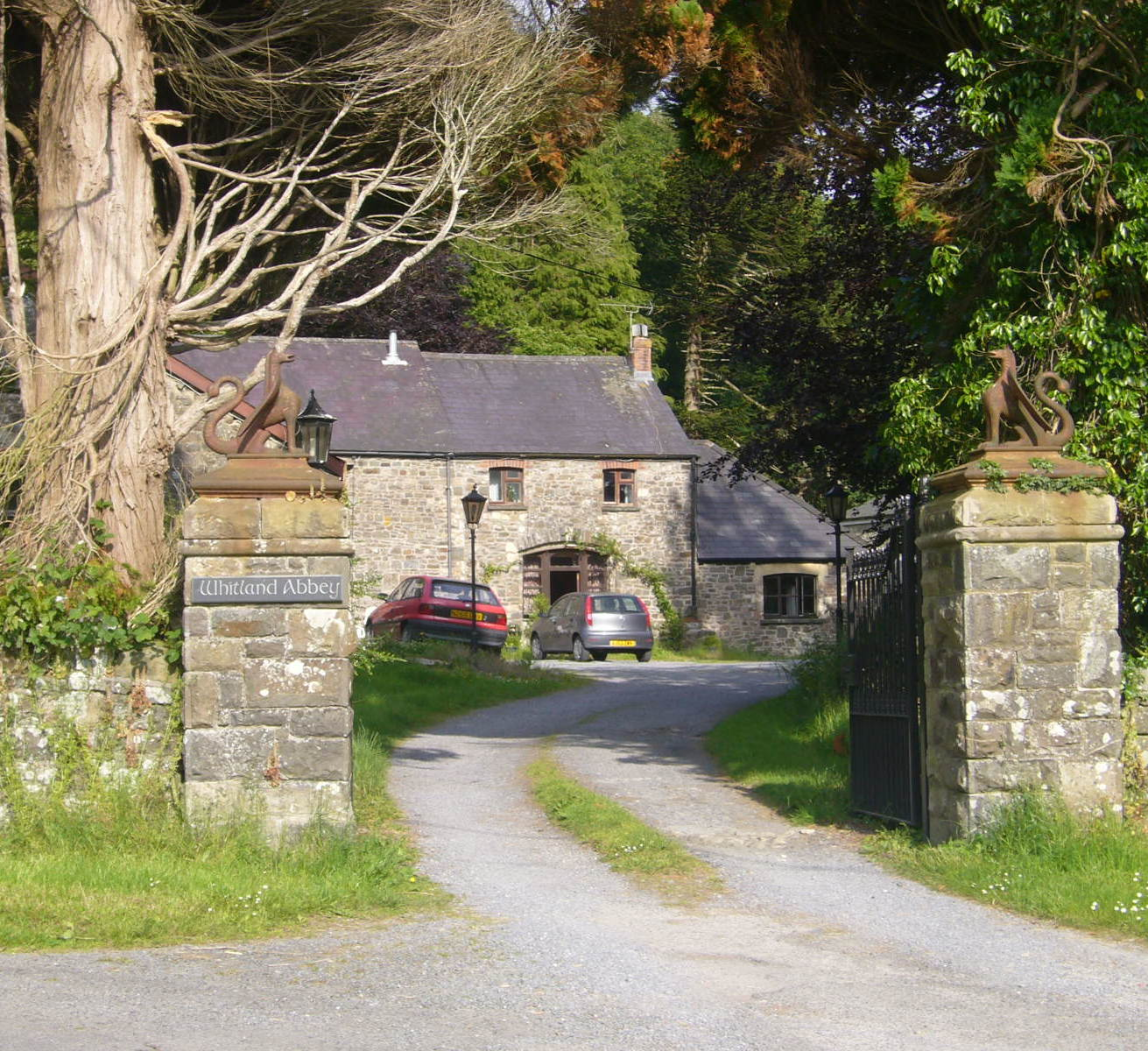
L'entrée de l'actuelle abbaye.

En 1991, les sœurs trappistines de Stapehill déménagent sur le site plus adapté de Whitland, juste au-dessus des ruines de l'ancienne abbaye.
Les restes de l'ancien monastère ainsi que le parc qui les entoure sont inscrits au patrimoine en tant que Monuments classés de grade II le 30 novembre 1966.

## L'abbaye

### L'édifice médiéval
Un opuscule paru en 1868 par W. Thomas décrit, sur la base des ruines restantes, le monastère. Celui-ci aurait mesuré 226 pieds sur 216 (68 × 66 mètres). L'église abbatiale médiévale était assez vaste puisque la nef comptait huit travées.